# Horonjärvi (sjö i Vesanto, Norra Savolax)
Horonjärvi är en sjö i kommunen Vesanto i landskapet Norra Savolax i Finland. Sjön ligger 100,2 meter över havet. Den är 8,2 meter djup. Arean är 3,69 kvadratkilometer och strandlinjen är 20,36 kilometer lång. Sjön  ingår i Kymmene älvs huvudavrinningsområde.   Den ligger omkring 68 kilometer väster om Kuopio och omkring 310 kilometer norr om Helsingfors. 
I sjön finns öarna Malvisaari och Talassaari. 